# Bad Mitterndorf
Bad Mitterndorf é uma cidade localizado em Salzkammergut, Estíria, Áustria.